# Suburbikální diecéze Velletri-Segni
Diecéze Velletri-Segni (latinsky Dioecesis Veliterna-Signina) je římskokatolická suburbikální diecéze v Itálii, která je součástí Církevní oblasti Lazio. Katedrálou je kostel Katedrála sv. Klementa ve Velletri, konkatedrálou kostel Nanebevzetí Panny Marie v Segni. Tradičně byla sídlem jednoho z kardinálů-biskupů; dnes je jeho titulární diecézí a má svého vlastního sídelního biskupa. Jejím titulárním kardinálem je Francis Arinze, sídelním biskupem Stefano Russo.